# Stephanos (Jurist)
Stephanos (altgriechisch Στέφανο) war im 6. Jahrhundert, zur Zeit Justinians I., Rechtsgelehrter in Konstantinopel. Er verfasste einen griechischen Index (Paraphrase) der Digesten mitsamt Erläuterungen. Das Werk ging wie auch die Digesten um 900 in den Basilikenscholien (Anmerkungen zum byzantinischen Kaisergesetz) auf. Stephanos war nicht an der Sammlung des Corpus iuris civilis beteiligt, wie manchmal fälschlicherweise angenommen wird.